# Colm Tóibín

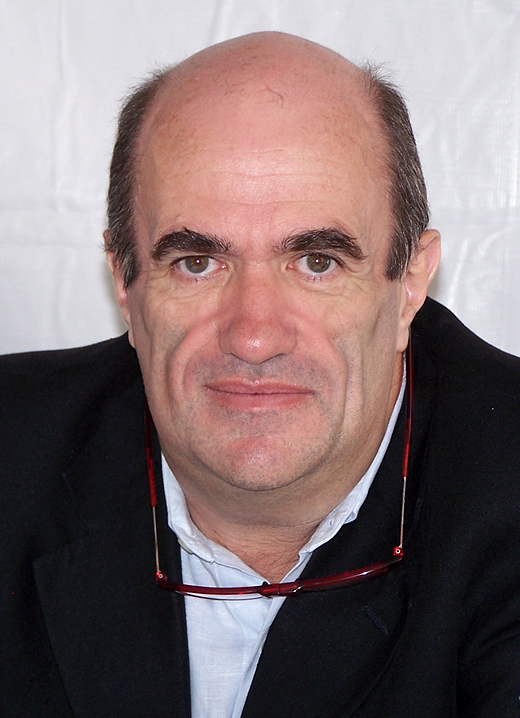
Colm Tóibín, 2006

Colm Tóibín, (Enniscorthy, 30 mei 1955) is een Iers schrijver, journalist en literatuurcriticus. Tevens geldt hij als een gerenommeerd academicus.

## Leven en werk
Tóibín groeide op in een katholieke familie die zich actief inzetten voor de Ierse vrijheidsstrijd. Hij studeerde aan de  Nationale Universiteit van Ierland te Dublin. Van 1975 tot 1978 woonde hij in Barcelona, waar hij Engelse doceerde. Begin jaren tachtig keerde hij terug naar Ierland en begon te werken als journalist. Als zodanig was hij ook enige jaren werkzaam vanuit Argentinië. Onder invloed van het werk van Ernest Hemingway koos hij vanaf de jaren negentig primair voor de literatuur. In die periode ontwikkelde hij zich ook tot een gerenommeerd academicus. Hij doceerde creatief schrijven aan de Universiteit van Manchester en is anno 2021 hoofd van en professor aan de Universiteit van Liverpool.
Tóibín heeft een sobere, indringende, enigszins afstandelijke schrijfstijl. De spanning zit veelal onder de huid. Zijn romans en verhalen staan niet bol van grote gebeurtenissen, maar focussen vooral op de kleine dingen die onze samenleving gaande houden en de vaak tegenstrijdige psychologische motieven en onzekerheden die mensen tot handelen drijven. Veel thema’s in zijn ontleend aan zijn persoonlijke ervaring, zoals de traditionele, vaak bekrompen aspecten van het Ierse gemeenschapsleven, consequenties van het wonen in een ander land, de zoektocht naar een persoonlijke identiteit en zijn homoseksualiteit. Hij is een groot bewonderaar van het werk van Henry James, over wie hij onder meer het fictieve portret The Master (2004) schreef. Internationale bekendheid verwierf hij met zijn roman Brooklyn, in 2015 succesvol verfilmd door John Crowley.
Tóibín schreef ook veel non-fictie reisverhalen. In beperktere mate schreef hij filmscenario’s, toneel en poëzie.
Tóibín won tal van literaire prijzen, waaronder de International Dublin Literary Award voor De meester (2006) en de  Costa Book Award voor Brooklyn (2009). Meermaals werd hij ook genomineerd voor de Booker Prize. In 2007 won hij de Man Booker International Prize. Hij is lid van de Royal Society of Literature.